# Тхоревское сельское поселение
Тхоревское сельское поселение — муниципальное образование в Каменском районе Воронежской области.
Административный центр — село Тхоревка.

## География
Географические координаты — 51°21′37″ северной широты, 39°09′08″ восточной долготы.

## Административное деление
Состав поселения:
- село Тхоревка,
- хутор Дальнее Стояново,
- село Кириченково,
- хутор Михново,
- хутор Ситниково,
- село Тимирязево,
- село Ярки.